# Chiljip Ssai-da
Chiljip Ssai-da (칠집싸이다 ()) es el séptimo álbum de estudio del Artista surcoreano PSY. El álbum fue lanzado el 1 de diciembre de 2015 por KT Music, YG Entertainment, School Boy y Republic. Entre los sencillos principales se encuentran «Daddy» y «Napal Baji».

## Lista de canciones
| CD and digital download |                                                                                    |                   |          |  |
| N.º                     | Título                                                                             | Arrangement       | Duración |  |
| 1.                      | «Dance Jockey» (댄스쟈키)                                                          | Yoo               | 3:22     |  |
| 2.                      | «I Remember You» (featuring Zion.T)                                                | Yoo               | 3:43     |  |
| 3.                      | «Napal Baji» (나팔바지)                                                            | Yoo               | 3:43     |  |
| 4.                      | «Daddy» (featuring CL)                                                             | Yoo Future Bounce | 3:50     |  |
| 5.                      | «Dream» (featuring XIA)                                                            | Yoo               | 3:16     |  |
| 6.                      | «ROCKnROLLbaby» (featuring will.i.am)                                              | Kush Yoo R.Tee    | 4:16     |  |
| 7.                      | «The Day Will Come» (좋은날이 올거야; Joheunnari Olgeoya) (featuring Jeon In-kwon) | Yoo               | 3:32     |  |
| 8.                      | «Ahjussi Swag» (아저씨SWAG) (featuring Gaeko)                                      | Yoo               | 3:09     |  |
| 9.                      | «Sing (Psy mix)» (with Ed Sheeran)                                                 | Yoo               | 3:57     |  |

## Listas
| Lista (2015)         | Posición más alta |
| -------------------- | ----------------- |
| Corea del Sur (Gaon) | 6                 |